# Halodiplosis salsolae
Halodiplosis salsolae är en tvåvingeart som beskrevs av Jean-Jacques Kieffer 1912. Halodiplosis salsolae ingår i släktet Halodiplosis och familjen gallmyggor.
Artens utbredningsområde är Tunisien. Inga underarter finns listade i Catalogue of Life.